# Ферміонний конденсат

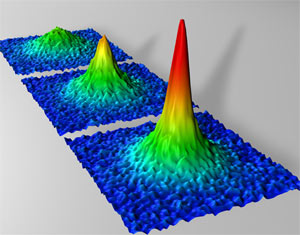
Ферміонний конденсат

Ферміонний конденсат — стан речовини надплинної фази, що досягається шляхом охолодження до наднизьких температур. Ферміонний конденсат дуже схожий на конденсат Бозе — Ейнштейна. Єдина відмінність між ними в тому, що конденсати Бозе-Ейнштейна складаються з бозонів, які пов'язані між собою групами або згустками. Ферміони ж не взаємодіють між собою, адже, за звичайних умов, підкорюються принципу виключення Паулі, який стверджує, що вони не можуть об'єднуватися в одному квантовому стані.

## Історія відкриття

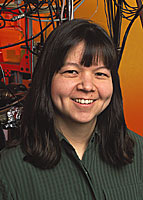
Дебора Джин

Ферміонний конденсат був відкритий Деборою Джин та її командою 2003 року. Для цього вони охолодили 500 тисяч атомів калію до температури 5 × {\displaystyle 10^{-8}} Кельвін в змінному магнітному полі. У цих експериментах змінне магнітне поле впливало на ферміонні атоми, що змушувало їх об'єднатися в бозонні молекули. Ферміони мають напівцілий спін (1/2, 3/2, 5/2 тощо.), В той час як у бозонів спін цілочисельний (1, 2, 3 тощо.). Спіни двох частинок з'єднуються, тому молекула, яка містить два ферміонні атоми, перетворюється в бозон. Однак навіть якщо два ферміони і не пов'язані в одну молекулу, а просто рухаються разом корельованим чином, тобто утворивши куперівську пару, то вони поводитимуться подібно до бозона і піддаватимуться конденсації Бозе — Ейнштейна.
Для отриманні наднизької температури, необхідної для цього експерименту, було використано комплексний вплив на газ за допомогою лазерного випромінювання і магнітного поля. Коли атоми знаходяться в магнітній пастці, зміна їхньої температури може контролюватися з точністю до стомільярдних часток Кельвіна. Для лазерного охолодження найкраще підходять метали з першої групи таблиці Менделєєва. І найбільший успіх був досягнутий в роботі з літієм і калієм. Використовуючи цей метод, команда Джин змусила окремі пари ферміонів взаємодіяти між собою знову і знову. Дебора Джин підозрює, що подібний процес сполучення ферміонів є проявом надплинності. Зважаючи на це, вона робить припущення, що ферміонні конденсати будуть текти не маючи в'язкості.

## Подібність до конденсату Бозе— Ейнштейна
Як і конденсатам Бозе — Ейнштейна, ферміонним конденсатам властива когезія, тобто зчеплення частинок, що їх складають, у єдине ціле. Конденсати Бозе-Ейнштейна та ферміонні конденсати є техногенними станами речовини. Частинки, що утворюють ці речовини, необхідно штучно охолоджувати до наднизьких температур, щоб вони отрималии свої властивості. Однак ферміонні конденсати досягли навіть нижчих температур, ніж конденсати Бозе — Ейнштейна.

## Надпровідність і ферміонні конденсати
Ще одним явищем, яке пов'язане із ферміонним конденсатом, є надпровідність. Вона викликає значний науковий інтерес, оскільки може використовуватись для добування дешевшої та чистішої електроенергії, а також — для живлення левітуючих потягів та суден на повітряній подушці.
Однак це стане можливим лише в тому випадку, якщо вчені зможуть створити або відкрити матеріали, які стануть надпровідниками за кімнатної температури. Наразі ж вчені можуть працювати з надпровідниками лише за температури близько -135 °C. Проте команда Дебори Джин вважає, що заміна спарених електронів на спарені ферміони дозволить створити надпровідник, що працюватиме за кімнатної температури.